# 納米比亞黑德語
納比比亞黑德語（英語：Namibian Black German，又稱廚房德語（Küchendeutsch））是通行於非洲西南部納米比亞的非標準形式的接觸語言、相若於新幾內亞拉包爾克里奧德語。今日只剩大約15000人還在使用此種語言，這些人主要是中老年人和一些前殖民者的手下，他們也是Küchendeutsch這個詞的創造者。這些用語者除此語言外亦主要使用南非荷蘭語或標準德語。
納米比亞黑德語是基於標準德語的
，而它也常常促使納米比亞年輕人學習德語以理解其長輩。
在二十世紀初有人努力將德語簡化以給殖民地人使用，在1916年Emil Schwörer開始以「Kolonialdeutsch」之名推廣這項活動。在其對立面則更有Adalbert Baumann的、被當成國際溝通語言的世界德語的概念存在。

## 範例
以下以納米比亞黑德語─標準德語─漢語的形式來呈現：
- Lange nicht sehen - lange nicht gesehen – 好久不見
- Was Banane kosten? - Was kostet die Banane? – 香蕉多少錢？
- spät Uhr - zu später Zeit – 晚了。

## 腳註
1. ↑  Deumert, Ama. . Language Sciences 25. Elsevier Ltd. 2003. doi:10.1016/S0388-0001(03)00033-0.